# Saints & Sinners (séries de televisão, 2016)
Saints & Sinners é uma série de televisão criada por Ty Scott e transmitida desde 6 de março de 2016 no canal Bounce TV.

## Sinopse
A série segue o dia a dia dos membros de uma igreja batista em uma pequena cidade na  Geórgia. Os destinos do pastor Darryl Greene (David Banner) e do diretor do coral (Christian Keyes) serão cruzados com os da prefeita Pamela Clayborne (Vanessa Bell Calloway).

## Distribuição

### Atores principais
- Vanessa Bell Calloway : Lady Ella Johnson
- Gloria Reuben : O prefeito Pamela Clayborne
- Christian Keyes : Levi Sterling
- Jasmine Burke : Dr. Christie Johnson
- Clifton Powell : Rex Fisher
- Keith Robinson : Miles Calloway
- J. D. Williams : Jabari Morris
- David Banner : Pastor Darryl Greene
- Tray Chaney : Kendrick Murphy
- Demetria McKinney : Tamara Austin/Tamara Austin Callaway
- Lisa Arrindell : Rebecca Jourdan
- Emilio Rivera : Francisco Cooper
- Afemo Omilami : Noah St. Charles
- Donna Biscoe : Lady Leona Byrd

## Episódios

### Primeira temporada (2016)
Esta temporada de oito episódios foi ao ar de 6 de março de 2016 a 24 de abril de 2016.

### Segunda temporada (2017)
Esta temporada de oito episódios foi ao ar de 5 de março de 2017 a 23 de abril de 2017.

### Terceira temporada (2018)
Esta temporada de oito episódios foi ao ar de 8 de abril de 2018 a 27 de maio de 2018.

### Quarta temporada (2019)
Esta temporada de oito episódios foi ao ar de 7 de julho de 2019 a 25 de agosto de 2019.

### Quinta temporada (2021)
Esta temporada de oito episódios foi ao ar na primavera de 2021.

### Sexta Temporada (2022)
Esta temporada de oito episódios vai ao ar na primavera de 2022. 